# Tuya River
Der Tuya River ist ein etwa 170 km langer orographisch rechter Nebenfluss des Stikine River im Nordwesten der kanadischen Provinz British Columbia.

## Flusslauf
Das Quellgebiet des Tuya River befindet sich in der Tuya Range, einem Höhenzug im Westen der Cassiar Mountains. Der Tuya River bildet den Abfluss des 1460 m hoch gelegenen High Tuya Lake. Er durchfließt anfangs den Tuya Lake. Der Fluss setzt seinen Kurs in südlicher Richtung durch das Stikine Plateau fort. Im Unterlauf nimmt er seinen wichtigsten Nebenfluss, den Little Tuya River, von rechts auf. Schließlich mündet der Tuya River 25 km nordöstlich von Telegraph Creek in den nach Westen strömenden Stikine River.

## Hydrologie
Der Tuya River entwässert ein Areal von 3575 km². Der mittlere Abfluss beträgt 37,1 m³/s. In den Monaten April und Juni treten die höchsten mittleren monatlichen Abflüsse mit 120 m³/s bzw. 132 m³/s auf.